# 교황 그레고리오 3세
교황 그레고리오 3세(라틴어: Gregorius PP. III, 이탈리아어: Papa Gregorio III)는 제90대 교황(재위: 731년 3월 18일 - 741년 11월 28일)이다. 그는 전임자와 마찬가지로 동로마 제국의 성상 파괴 운동에 반대하였으며, 랑고바르드족의 침입에 대처하기 위해 카를 마르텔에게 구원병을 요청하였다. 이 사건은 장차 로마 교회와 프랑크족의 관계를 예견한 것이었다. 또한, 2013년 아르헨티나 출신의 교황 프란치스코가 선출되기 전까지 마지막 비(非)유럽인 교황이었다.

## 성상 파괴 운동과 교회 내부 사안들
그레고리오 3세는 시리아 태생으로 부친의 이름은 요한이다. 로마 교회의 사제로 사목 활동을 하다가 731년 2월 11일 대중의 지지 속에 교황으로 선출되었다. 하지만 로마 주교로서의 공식적인 착좌식은 동로마 제국에서 파견한 라벤나 총독의 승인을 받은 후인 3월 18일까지 연기되었다. 그레고리오 3세는 선출된 신임 교황에 대한 라벤나 총독의 승인을 받은 마지막 교황이다.
교황직에 오른 그레고리오 3세는 동로마 제국의 황제 레온 3세에게 즉시 성상 파괴 운동을 중지하거나 적어도 완화할 것을 호소하였다. 이를 위해 그레고리오 3세의 대리인이 황제를 방문했으나 체포되어 강제로 구금당하자, 그레고리오3세는 731년 11월 시노드를 소집하여 성상 파괴 운동을 강력하게 비판하였다. 이에 레온 3세는 그레고리오 3세를 자신의 통제 아래 두기 위해 제국 함대를 파견하였지만, 아드리아해에서 조난 사고로 난파되었다. 그러자 레온 3세는 교황에게서 시칠리아와 칼라브리아에 대한 사목권을 빼앗아 콘스탄티노폴리스 총대주교의 사목구로 이관시키려고 시도하였다. 하지만 황제의 두 번째 시도는 당시 시칠리아와 칼라브리아를 다스렸으며, 교황의 강력한 지지자였던 나폴리 공작의 반대로 역시 수포로 돌아갔다.
그레고리오 3세는 그사이에 성화상과 성유물에 대한 자신의 공경심을 드러내며 성상 파괴 운동에 반대한다는 입장을 대내외적으로 널리 알렸다. 또한, 그는 여러 성당을 수리하거나 내부를 예수 그리스도와 성모 마리아 그리고 기타 여러 성인의 성화로 화려하게 장식하는 등 아름답게 꾸몄다. 성 베드로 대성전 중앙에는 라벤나 총독 에우티키우스가 선물로 보낸 여섯 개의 오닉스와 대리석 기둥 사이에 성화벽을 설치하도록 지시하였다. 그레고리오 3세는 여러 성인들의 유해를 성 베드로 대성전 내부에 새로 설치한 기도실로 옮기도록 지시하였으며, 그곳에서 732년 시노드를 소집하였다. 더불어 기도실에서의 미사 봉헌과 기도를 통제하였다. 수도원주의의 열광적인 후원자였던 그레고리오 3세는 성 크리소고노 수도원을 세우고, 성 베드로 대성전 인근에 산티 세르지오 에 바코 성당을 재건하여 가난한 환자들의 치료를 위한 병원 역할을 겸할 것을 지시하였다.
한편 동로마 제국과 랑고바르드족 간의 분쟁이 소강 상태에 머물자 그레고리오 3세에게 오랫동안 지속되어 온 교회 내부 문제, 특히 그라도 총대주교와 아퀼레이아 총대주교 간의 관할권 논쟁에 개입하여 처리할 여유가 생겼다. 이 문제에 대해 731년 시노드에서 그라도 총대주교를 지지하는 성명을 발표함에 따라 그레고리오 3세는 불가피하게 아퀼레이아 총대주교 갈리스토를 징계하지 않을 수 없었다. 왜냐하면 아퀼레이아 총대주교가 그라도 총대주교의 재치권을 받는 바르바나 섬을 자기 멋대로 빼앗으려고 했기 때문이다. 731년 그레고리오 3세는 새로이 캔터베리 대주교로 선출된 태트윈을 승인하고, 그가 로마를 방문하자 팔리움을 하사하였다. 또한, 그레고리오 3세는 태트윈의 후임자로 노셀름의 선출 역시 승인하였다. 아울러 735년 노섬브리아 국왕의 요청을 받아들여 요크의 주교 에그버트에게 팔리움을 보내어 잉글랜드의 두 번째 대주교로 승격시켰다.
그레고리오 3세는 북유럽 교회에 대해 큰 관심을 가졌다. 그는 성 보니파시오의 독일 선교를 지속적으로 지원하였으며, 732년에는 그를 독일의 대주교로 서임하였다. 그리고 737년 보니파시오가 로마를 방문하였을 때, 그를 독일 주재 교황 특사로 임명하고, 그의 요청을 받아들여 독일에 교계제도를 설정하였다. 그레고리오 3세는 보니파시오를 세 통의 서신과 함께 바이에른으로 돌려보냈다. 첫 번째 서신에는 독일의 주교들과 사제들은 보니파시오에게 최대한 도움을 제공하라는 내용이 담겨 있었고, 두 번째 서신에는 독일의 모든 귀족과 백성은 보니파시오에게 온전히 순명할 것을 권고하는 내용이 담겨 있었다. 그리고 마지막 세 번째 서신은 알라마니아와 바이에른의 주교들에게 보낸 것으로서, 보니파시오의 주재 아래 아우크스부르크에서 1년에 2회 주교회의를 소집할 것을 지시함으로써 교황의 대리자로서 지니는 보니파시오의 권위를 공고히 하였다. 그레고리오 3세는 보헤미아에서의 성 빌리발도의 선교 활동을 크게 칭찬하며 장려하기도 하였다.
732년 그레고리오 3세는 이방 종교 축제 의식과 연계되어 있다는 이유로 말고기 소비 금지령을 내렸다.

## 랑고바르드족과의 대립
그레고리오 3세는 랑고바르드족의 끝없는 위협을 의식하고 730년 초기에 약해진 로마의 성벽을 보강하였다. 또한, 그는 스폴레토의 트라시문드 2세로부터 플라미니아 가도 방향에 있는 갈레세 요새를 매입하여 치비타베키아의 방어력을 견고하게 하였다. 본래 이 요새는 라벤나 총독과 로마의 교류를 방해하기 위해 랑고바르드족이 사용했던 곳이었다. 737년 랑고바르드 왕국의 리우트페란트 왕이 돌아오면서 라벤나 총독부에 대한 랑고바르드족의 공격이 재개되었다.
비록 그레고리오 3세는 동로마 제국의 성상 파괴 운동에 반대하는 입장이었지만, 739년 라벤나가 랑고바르드족에게 함락되자 동로마 제국이 라벤나를 탈환할 수 있도록 도움을 제공하였다. 이에 리우트페란트는 같은 랑고바르드족 군주인 스폴레토 공작과 베네벤토 공작에게 로마 공국 인근 지역을 초토화시킬 것을 요구하였으나, 두 공작 모두 교황과 친교를 맺고 있다는 이유로 거절하였다. 그레고리오 3세는 리우트페란트가 라벤나 총독부에 대한 침공을 단념하도록 하기 위해 과거 그가 합병한 스폴레토를 통치하는 트라시문드 2세가 리우트페란트에 대항해 반란을 일으키도록 적극적으로 충돌질하였다. 결국 트라시문드는 스폴레토에서 로마로 피신하여 그레고리오 3세의 환대를 받았다.
739년 중엽에 리우트페란트가 라벤나 총독부를 재침공하면서 로마를 위협하였다. 다급해진 그레고리오 3세는 프랑크족 궁재인 카를 마르텔에게 사절단을 파견하여 필사적으로 도움을 요청하였다. 그레고리오 3세는 동로마 제국에 대한 충성을 포기하고 프랑크족의 보호를 받겠다고까지 말했지만, 카를 마르텔은 구원병을 보내겠다는 약속을 하지 않았다. 랑고바르드족이 아메리아, 오르테, 보마르초, 블레라 등을 점령하자 그레고리오 3세는 다시 한 번 카를 마르텔에게 한층 더 절절한 심정으로 도움을 요청하는 서신을 써서 보냈다.
“나는 성 베드로와 나의 사랑하는 아들인 그대가 성 베드로에 대한 존경심을 갖고 있다고 믿으며, 또한 랑고바르드족의 박해와 압제를 견디고 있는 가엾은 하느님의 교회와 그대의 백성을 보호하기 위해 올 것이라고 믿으면서 다시 한 번 그대에게 편지를 씁니다. 랑고바르드족은 성 베드로의 무덤을 밝히기 위한 등불에 소용되는 비용을 충당하려고 마련한 기금을 빼앗아갔습니다. 그들은 또한 그대와 그밖의 다른 사람들이 바친 봉헌금과 예물들도 빼앗아갔습니다. 하느님께서 이처럼 모욕을 당하신 후, 이제 내가 그대에게 의탁했다는 이유로 랑고바르드족에게 조롱과 핍박을 받고 있습니다. 그리하여 성 베드로의 교회는 약탈당하고 막다른 골목으로 몰린 신세가 되었습니다. 나는 본 서신의 전달자이면서 그대의 성실한 봉사자인 내 입을 빌려 나의 모든 비탄을 담아 그대에게 보냅니다. 이 서신이 그대에게 제대로 설명이 되리라 생각합니다. 속히 와서, 성 베드로와 그의 백성인 우리에게 그대의 사랑을 보여주기를 바랍니다.”
이번에는 카를 마르틸이 로마에 절대적인 지원을 약속하면서 자신의 사절단과 함께 군대를 보내주었으며, 리우트페란트에게 739년 8월 말까지 파비아로 회군하도록 압력을 행사하였다. 리우트페란트가 철군하자 그레고리오 3세는 트라시문드 2세에게 스폴레토로 돌아갈 것을 권고하였다. 트라시문드 2세는 739년 12월 로마군의 호위를 받으며 마지못해 스폴레토로 돌아갔으며, 교황의 지지를 받는 대가로 약속했던 마을 네 곳의 양도를 거부하였다. 트라시문드 2세의 배신에 뒤이어 그레고리오 3세에게 나쁜 소식이 또 들려왔다. 카를 마르텔이 병상에 누운 것을 안 리우트페란트가 740년에 라벤나 총독부를 재차 침공한 것이다. 그레고리오 3세는 다시 한 번 프랑크족에게 도움을 요청했지만, 프랑크족은 이 문제에 또다시 관여하기를 거부하였다. 그레고리오 3세는 리우트페란트에게 사절을 보내 철군할 것을 종용하였지만, 성공하지 못하였다.
랑고바르드족의 침공을 저지하는데 실패한 후, 741년 11월 28일 그레고리오 3세가 선종하였다. 사후 그의 시신은 성 베드로 대성전 안에 있는 경당에 안치되었다. 이 경당은 그가 교황으로 재임을 시작했을 당시에 건립된 것이었다. 그는 성인으로 시성되었으며, 축일은 12월 10일로 지정되었다.